# Bahnstrecke Rising Junction–Pittsfield
| Streckenlänge: | 35,1 km              |                                               |                                               |
| Spurweite: | 1435 mm (Normalspur) |                                               |                                               |
| Zweigleisigkeit: | –                    |                                               |                                               |
| |                      |                                               |                                               |
| Gesellschaft: | Housatonic Railroad  |                                               |                                               |
| \| \| \| von Bridgeport \| \| \| \| 0,0 \| Rising Junction MA \| Rising Junction MA \| \| \| \| nach West Stockbridge \| \| \| \| \| Straßenbahn der BSRY (Park Street) \| \| \| \| 1,5 \| Housatonic MA \| Housatonic MA \| \| \| \| Housatonic River \| \| \| \| 5,8 \| Glendale MA \| Glendale MA \| \| \| 8,2 \| Stockbridge MA \| Stockbridge MA \| \| \| 11,3 \| South Lee MA \| South Lee MA \| \| \| \| Housatonic River \| \| \| \| \| Straßenbahn der BSRY (Pleasant Street) \| \| \| \| \| Interstate 90 \| \| \| \| \| Housatonic River \| \| \| \| 17,7 \| Lee MA \| Lee MA \| \| \| \| Straßenbahn der BSRY (Mill Street) \| \| \| \| \| Housatonic River \| \| \| \| 21,1 \| Lenoxdale MA \| Lenoxdale MA \| \| \| 23,0 \| Lenox MA (Eisenbahnmuseum) \| Lenox MA (Eisenbahnmuseum) \| \| \| 28,0 \| New Lenox MA \| New Lenox MA \| \| \| \| Straßenbahn der BSRY (Holmes Road) \| \| \| \| \| Straßenbahn der BSRY (West Housatonic Street) \| \| \| \| \| von Albany \| \| \| \| 35,1 \| Pittsfield MA \| Pittsfield MA \| \| \| \| nach Worcester \| \| |                      |                                               |                                               |
| Strecke |                      | von Bridgeport                                | von Bridgeport                                |
| Dienststation / Betriebs- oder Güterbahnhof | 0,0                  | Rising Junction MA                            | Rising Junction MA                            |
| Abzweig geradeaus und ehemals nach links |                      | nach West Stockbridge                         | nach West Stockbridge                         |
| Kreuzung geradeaus oben (Querstrecke außer Betrieb) |                      | Straßenbahn der BSRY (Park Street)            | Straßenbahn der BSRY (Park Street)            |
| Dienststation / Betriebs- oder Güterbahnhof | 1,5                  | Housatonic MA                                 | Housatonic MA                                 |
| Brücke über Wasserlauf |                      | Housatonic River                              | Housatonic River                              |
| ehemaliger Haltepunkt / Haltestelle | 5,8                  | Glendale MA                                   | Glendale MA                                   |
| Dienststation / Betriebs- oder Güterbahnhof | 8,2                  | Stockbridge MA                                | Stockbridge MA                                |
| Dienststation / Betriebs- oder Güterbahnhof | 11,3                 | South Lee MA                                  | South Lee MA                                  |
| Brücke über Wasserlauf |                      | Housatonic River                              | Housatonic River                              |
| Kreuzung geradeaus unten (Querstrecke außer Betrieb) |                      | Straßenbahn der BSRY (Pleasant Street)        | Straßenbahn der BSRY (Pleasant Street)        |
| Strecke mit Straßenbrücke |                      | Interstate 90                                 | Interstate 90                                 |
| Brücke über Wasserlauf |                      | Housatonic River                              | Housatonic River                              |
| Dienststation / Betriebs- oder Güterbahnhof | 17,7                 | Lee MA                                        | Lee MA                                        |
| Kreuzung geradeaus unten (Querstrecke außer Betrieb) |                      | Straßenbahn der BSRY (Mill Street)            | Straßenbahn der BSRY (Mill Street)            |
| Brücke über Wasserlauf |                      | Housatonic River                              | Housatonic River                              |
| Dienststation / Betriebs- oder Güterbahnhof | 21,1                 | Lenoxdale MA                                  | Lenoxdale MA                                  |
| Dienststation / Betriebs- oder Güterbahnhof | 23,0                 | Lenox MA (Eisenbahnmuseum)                    | Lenox MA (Eisenbahnmuseum)                    |
| ehemaliger Haltepunkt / Haltestelle | 28,0                 | New Lenox MA                                  | New Lenox MA                                  |
| Kreuzung geradeaus unten (Querstrecke außer Betrieb) |                      | Straßenbahn der BSRY (Holmes Road)            | Straßenbahn der BSRY (Holmes Road)            |
| Kreuzung geradeaus oben (Querstrecke außer Betrieb) |                      | Straßenbahn der BSRY (West Housatonic Street) | Straßenbahn der BSRY (West Housatonic Street) |
| Abzweig geradeaus und von links |                      | von Albany                                    | von Albany                                    |
| Bahnhof | 35,1                 | Pittsfield MA                                 | Pittsfield MA                                 |
| Strecke |                      | nach Worcester                                | nach Worcester                                |

Die Bahnstrecke Rising Junction–Pittsfield ist eine Eisenbahnstrecke in Massachusetts (Vereinigte Staaten). Sie ist rund 35 Kilometer lang und verbindet die Städte Great Barrington, Stockbridge, Lee, Lenox und Pittsfield. Die normalspurige Strecke gehört der Housatonic Railroad, die Güterverkehr darauf betreibt. Zwischen Stockbridge und Lenox fand bis 2011 auch touristischer Personenverkehr unter der Bezeichnung Berkshire Scenic Railway statt.

## Geschichte
1842 war die Bahnstrecke Bridgeport–West Stockbridge durch die Housatonic Railroad fertiggestellt worden. Die Bahngesellschaft wollte durchlaufende Züge in Richtung Boston fahren, ohne den Umweg über West Stockbridge nehmen zu müssen. Außerdem waren einige größere Orte entlang des Housatonic River nicht am Eisenbahnnetz und die sich dort ansiedelnde Industrie versprach einen lukrativen Bahnbetrieb. Daher gründete man am 20. März 1847 die Stockbridge and Pittsfield Railroad Company, die die Bahnstrecke baute. Bereits 1849 pachtete die Housatonic die Bahn und eröffnete am 1. Januar 1850 den Betrieb. Nun konnten die Züge ohne Rangiermanöver auf die Hauptstrecke der Western Railroad in Richtung Worcester und Boston gelangen. Die neue Verbindung erwies sich als so nützlich, dass sie als Teil der Housatonic-Hauptstrecke betrieben und der nördliche Teil der ursprünglichen Hauptstrecke zur Zweigstrecke herabgestuft wurde. Die Züge auf der Strecke fuhren nun teilweise bis Bridgeport, New Haven oder New York City durch.
1892 übernahm die New York, New Haven and Hartford Railroad die Bahnstrecke und betrieb sie als Nebenstrecke. Mit der Bahngesellschaft ging die Bahnstrecke 1969 an die Penn Central. Der letzte Personenzug verkehrte am 30. April 1971. 1976 übernahm Conrail die Penn Central, verkaufte jedoch 1982 die Strecke an die Boston and Maine Railroad, die ihrerseits im Jahr darauf von Guilford Transportation übernommen wurde. 1984 begann das Berkshire Scenic Railway Museum in Lenox, Ausflugszüge von Lenox nach Stockbridge zu betreiben. Im Januar 1991 verkaufte Guilford Transportation die Strecke an die Housatonic Railroad. 2011 musste das Eisenbahnmuseum den Ausflugsverkehr einstellen, nachdem die Housatonic das ausgelaufene Mitbenutzungsrecht nicht verlängern wollte.

## Streckenbeschreibung
Die Strecke beginnt am Abzweig Rising Junction, wo sich der südliche Teil des Güterbahnhofs Housatonic befindet. Sie verläuft auf ganzer Länge entlang des Housatonic River und überquert diesen mehrfach. Parallel zur Bahnstrecke verlief eine Überlandstraßenbahn der Berkshire Street Railway, die ebenfalls mehrfach über- oder unterquert wurde. Die Bahnstrecke führt zunächst durch die nördlichen Vororte von Great Barrington. Kurvenreich folgt sie dem Flusslauf durch Stockbridge, wo das historische Bahnhofsgebäude sowie der Bahnsteig erhalten geblieben sind. Hier endeten bis 2011 die Ausflugszüge von Lenox. Durch Lee und Lenox führt die Strecke nun weiter entlang des Flusses. Am Bahnhof Lenox befindet sich das Berkshire Scenic Railway Museum, der Betreiber der Ausflugszüge. Das Museum beabsichtigt für 2014 den Betrieb eines Ausflugszuges auf der weiter nördlich gelegenen Bahnstrecke Pittsfield–North Adams. In Pittsfield mündet die Strecke von Westen her in die Bahnstrecke Worcester–Albany ein und erreicht ihren Endpunkt.

## Personenverkehr
Kurz nach Eröffnung der Strecke fuhr 1851 täglich ein Personenzug und ein Güterzug von Bridgeport kommend nach Pittsfield und zurück.
Nach Übernahme der Strecke durch die New York, New Haven and Hartford Railroad verkehrten 1893 an Werktagen sieben Züge ab Pittsfield, sonntags fuhr ein Zug. Zwei der werktäglichen Züge endeten in Great Barrington, zwei fuhren weiter nach New Haven, die übrigen verkehrten bis Bridgeport.
1920 fuhren ab Pittsfield werktags zwei Züge sowie sonntags ein Zug nach Bridgeport, sowie jeweils ein werktägliches Zugpaar nach Danville, Canaan und Great Barrington. Ab 1932 verkehrten nur noch die Züge von New York über Danville nach Pittsfield auf der Bahnstrecke. Auf dieser Relation fuhr ab den 1960er Jahren nur noch ein Wochenendpendlerzug, der freitags von New York nach Pittsfield und sonntags in der Gegenrichtung fuhr. Er fuhr letztmals am 30. April 1971.